# Збиднюв (Підкарпатське воєводство)
Збиднюв (пол. Zbydniów) — село в Польщі, у гміні Залешани Стальововольського повіту Підкарпатського воєводства.
Населення — 1287 осіб (2011).
У 1975-1998 роках село належало до Тарнобжезького воєводства.

## Демографія
Демографічна структура станом на 31 березня 2011 року:
|          | Загалом | Допрацездатний вік | Працездатний вік | Постпрацездатний вік |
| -------- | ------- | ------------------ | ---------------- | -------------------- |
| Чоловіки | 637     | 126                | 442              | 69                   |
| Жінки    | 650     | 130                | 380              | 140                  |
| Разом    | 1287    | 256                | 822              | 209                  |